# Anna Sethne

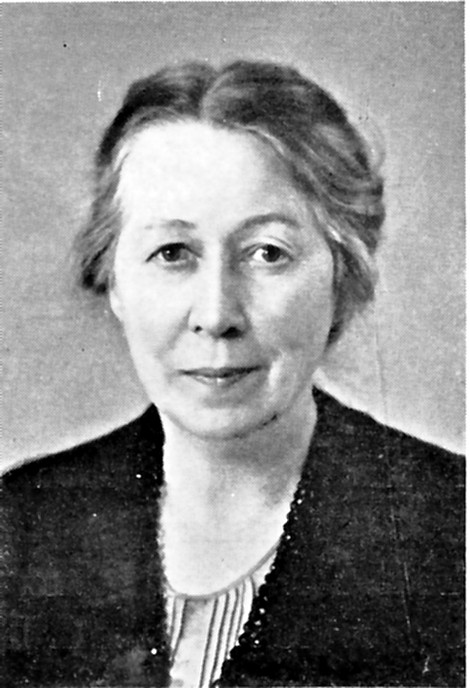
Anna Sethne.

Anna Cathrine Sethne, född 25 september 1872 i Drammen, död 26 april 1961 i Oslo, var en norsk pedagog och överlärare vid Sagene skola i Oslo 1919–1938.
Sethne var dotter till Thomas Niklas Johannson och Maren Helene Ødeskog. Hon avlade lärarexamen 1891 och anställdes 1892 som lärare i Drammen. År 1897 anställdes hon vid Oslo folkskola.
Sethne utvecklade banbrytande pedagogiska metoder i folkskolan. Hon menade att man skulle frigöra barnets skapande krafter genom att bygga på dess naturliga intressen. Hon var en ivrig förespråkare för arbetsskolan och aktivitetspedagogiken.
Sethne grundade Norsk seksjon for ny oppdragelse och var dess ordförande 1928–1953. Hon var en av medgrundarna till Norges Lærerinneforbund, där hon var ordförande 1919–1938, och var redaktör för tidskriften Vår skole från 1911 till 1941. Hon satt också i flera skolkommissioner.
Hon publicerade Hjemstedslære (1928) och, tillsammans med lektor Christian Killengreen, Et leseverk i norsk for folkeskolen. Hon översatte även till norska Stina Palmborgs Svårhanterliga barn (Vanskelige barn, 1936).
År 1899 gifte hon sig med slöjdinspektören Johan Sethne.